# William Claflin
William Claflin, född 6 mars 1818 i Milford, Massachusetts, död 5 januari 1905 i Newton, Massachusetts, var en amerikansk republikansk politiker. Han var viceguvernör i delstaten Massachusetts 1866–1869, därefter guvernör 1869–1872 samt ledamot av USA:s representanthus 1877–1881. Han var ordförande för Republican National Committee 1868–1872.
Claflin studerade vid Brown University och var sedan verksam som affärsman i Massachusetts. År 1861 var han talman i Massachusetts senat.
Claflin efterträdde 1866 Joel Hayden som viceguvernör och efterträddes 1869 av Joseph Tucker. Därefter efterträdde han Alexander Bullock som guvernör och efterträddes 1872 av William B. Washburn. I USA:s representanthus efterträdde han 1877 William W. Warren och efterträddes 1881 av  John W. Candler.